# Dlžiansky Cickov
Dlžiansky Cickov je potok na dolní Oravě, v severovýchodní části okresu Dolný Kubín. Je to pravostranný přítok Oravy, měří 5,2 km a je tokem IV. řádu.

## Pramen
Pramení v Oravské Maguře, v podcelku Budín, na jižním svahu Príporu (1 105,8 m n. m.) v nadmořské výšce přibližně 995 m n. m.

## Popis toku
V pramenné oblasti teče severojižním směrem, zleva přibírá přítok z jihovýchodního svahu Príporu a zprava přítok zpod hřebene Babinské hole. Z pravé strany pak přibírá přítok z jihovýchodního svahu Čistého grúně (1 082,2 m n. m.) a pokračuje jihovýchodním směrem, přičemž postupně přibírá několik přítoků z obou stran. Z levé strany přibírá nejprve dva krátké přítoky v lokalitě Pod Magurou, následuje přítok zpod Horného ovadova, přítok ze západního svahu Bučia (894,0 m n. m.), přičemž vtéká do geomorfologického celku Oravská vrchovina a dále přibírá přítok z jižního svahu Bučia a z jižního svahu Vysokého grúně (848,7 m n. m.). Z pravé strany přibírá přítok z východního svahu Bacharové (971,6 m n. m.), ze severovýchodního svahu Poľan (881,8 m n. m.) a nakonec přítok (na něm vodopád) z východního svahu Stojkova (810,3 m n. m.). Do Oravy se vlévá mezi obcemi Dlhá nad Oravou a Krivá v nadmořské výšce cca 533 m n. m.

## Jiné názvy
- Cickov
- Dlhanský Cickov, Dlhánsky Cickov
- Ľúty, Ľúty potok
- Urbársky potok
- Dudkov potok